# Thebit (hố)

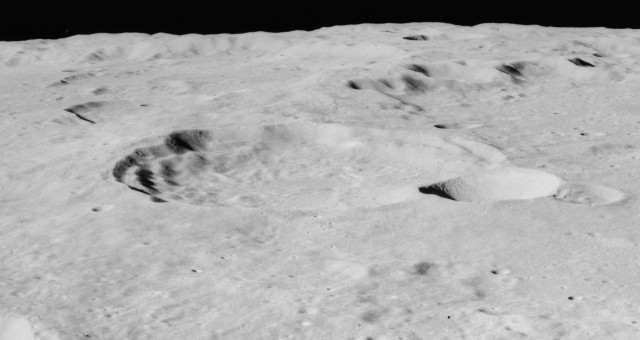
Hình nhìn gần từ Apollo 16

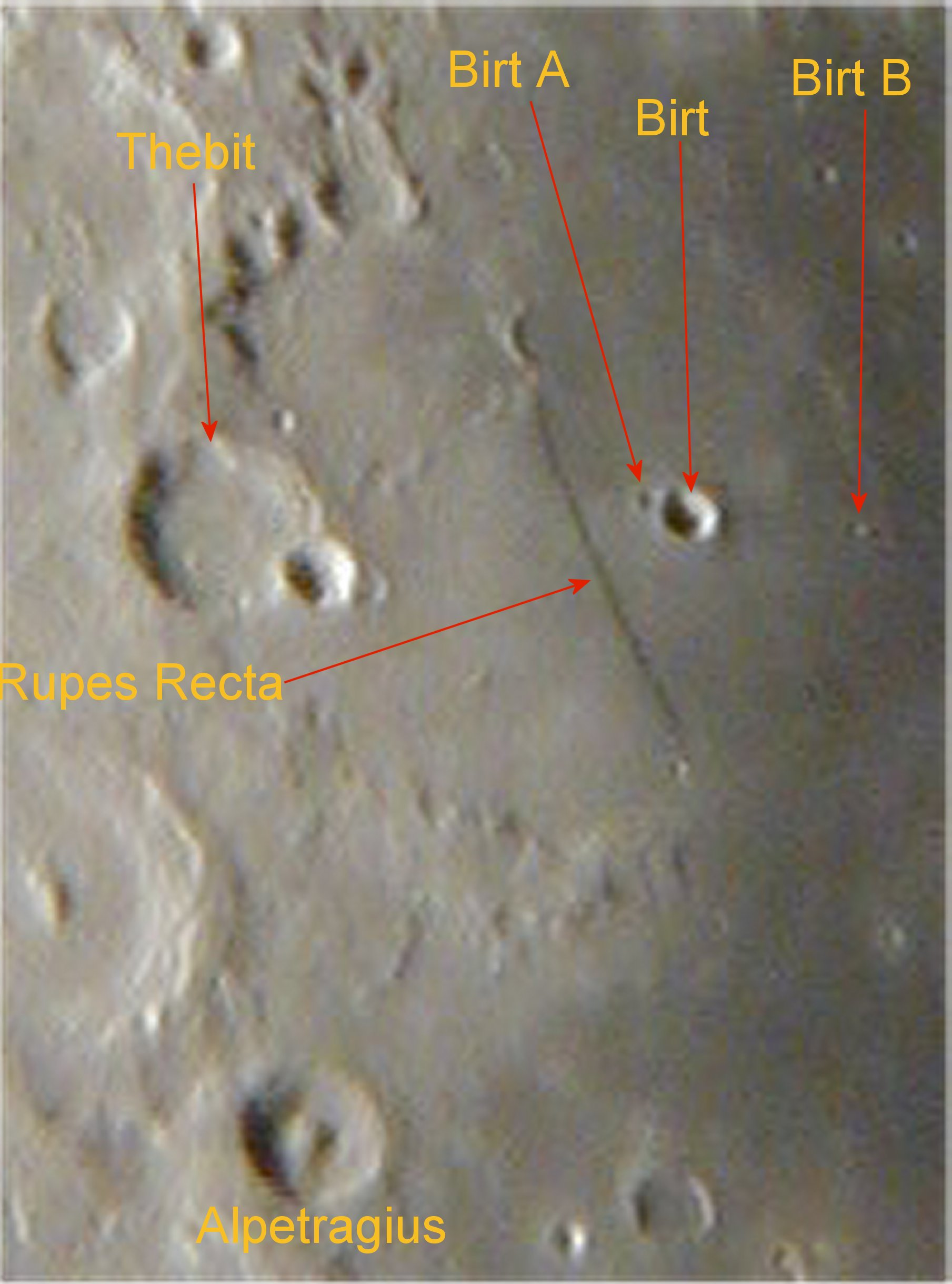
Một vài hố khác gần hố Thebit

Thebit là một hố Mặt Trăng (hố va chạm) nằm ở bờ đông nam của biển Mare Nubium. Tiếp giáp ở phía bắc-tây bắc là hố Arzachel, và hố Purbach ở phía nam-tây nam. Về phía tây nam là phần còn lại của hố Thebit P, với kích cỡ đường kính thực sự lớn hơn đường kính của hố Thebit.
Vành hố Thebit có hình tròn, với vành đôi ở tường tây nam. Hố có hình cái bát, Thebit A, nằm chồng lên ở vành phía tây-tây bắc. Vành tây-tây bắc của hố Thebit A này lại bị chồng lên bởi một hố nhỏ hơn khác là Thebit L. Sự chồng chéo này giúp hố Thebit dễ dàng được phân biệt hơn các hố khác. Thềm hố Thebit nhấp nhô và không có đỉnh trung tâm. Vành hố tạo ta những bậc thang, và có một đồi nhỏ ở vành ngoài.
Về phía tây của Thebit là một sườn núi dài 110 km có tên là Rupes Recta, có chiều cao là 240 m. Sườn núi này chạy dài từ phía bắc-tây bắc đến nam-đông nam dọc biển Mare Nubium.

## Tên
Thebit là tên Latinh hóa của nhà thiên văn học và toán học người Syria thế kỷ 9 Thābit ibn Qurra.

## Hố vệ tinh
Theo quy ước, những tính chất này được xác định trên bản đồ bằng cách đặt từng chữ cái là tâm của các hố vệ tinh gần với Thebit nhất.
| Thebit | Vĩ độ   | Kinh độ | Đường kính |
| ------ | ------- | ------- | ---------- |
| A      | 21.5° N | 4.9° T  | 20 km      |
| B      | 22.3° N | 6.2° T  | 4 km       |
| C      | 21.2° N | 4.1° T  | 6 km       |
| D      | 19.8° N | 8.3° T  | 5 km       |
| E      | 23.1° N | 4.6° T  | 7 km       |
| F      | 23.0° N | 5.3° T  | 4 km       |
| J      | 22.5° N | 5.5° T  | 10 km      |
| K      | 23.1° N | 3.7° T  | 5 km       |
| L      | 21.5° N | 5.4° T  | 12 km      |
| P      | 24.0° N | 5.7° T  | 78 km      |
| Q      | 20.1° N | 4.2° T  | 16 km      |
| R      | 20.2° N | 4.8° T  | 9 km       |
| S      | 24.8° N | 7.2° T  | 16 km      |
| T      | 20.7° N | 6.0° T  | 3 km       |
| U      | 20.3° N | 5.8° T  | 4 km       |